# 5694 Berényi
5694 Berényi è un asteroide della fascia principale. Scoperto nel 1960, presenta un'orbita caratterizzata da un semiasse maggiore pari a 2,6077540 UA e da un'eccentricità di 0,1677775, inclinata di 12,24197° rispetto all'eclittica.